# تشيستر هارون
تشيستر هارون (بالإنجليزية: Chester Aaron)‏ هو كاتب للأطفال وكاتب أمريكي، ولد في 9 مايو 1923 في بتلر في الولايات المتحدة.